# Saint-Pierre (Haute-Garonne)
Saint-Pierre (okzitanisch: Sent Pèire) ist eine französische Gemeinde mit 261 Einwohnern (Stand: 1. Januar 2022) im Département Haute-Garonne in der Région Midi-Pyrénées. Sie gehört zum Arrondissement Toulouse und zum Kanton Pechbonnieu. Die Einwohner werden Saint-Pierrains genannt.

## Geographie
Saint-Pierre liegt etwa 18 Kilometer ostnordöstlich von Toulouse. Der Girou fließt an der nordöstlichen Gemeindegrenze entlang. Umgeben wird Saint-Pierre von den Nachbargemeinden Verfeil im Norden und Osten, Gauré im Süden, Lavalette im Westen sowie Saint-Marcel-Paulel im Nordwesten.

## Bevölkerungsentwicklung
| Jahr                       | 1962 | 1968 | 1975 | 1982 | 1990 | 1999 | 2006 | 2013 | 2020 |
| Einwohner                  | 142  | 134  | 115  | 135  | 201  | 209  | 245  | 263  | 247  |
| Quellen: Cassini und INSEE |      |      |      |      |      |      |      |      |      |

## Sehenswürdigkeiten

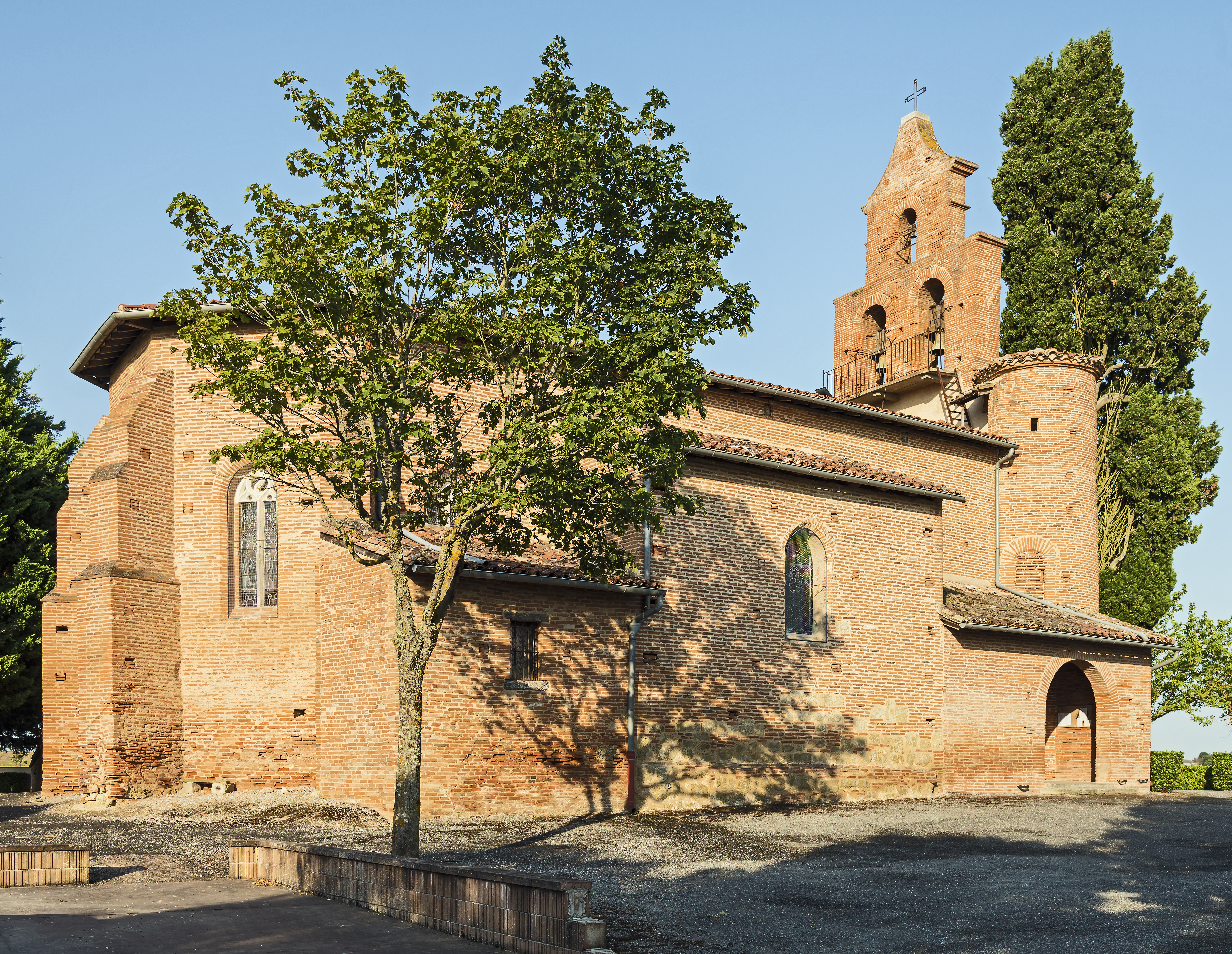
Kirche Saint-Martin
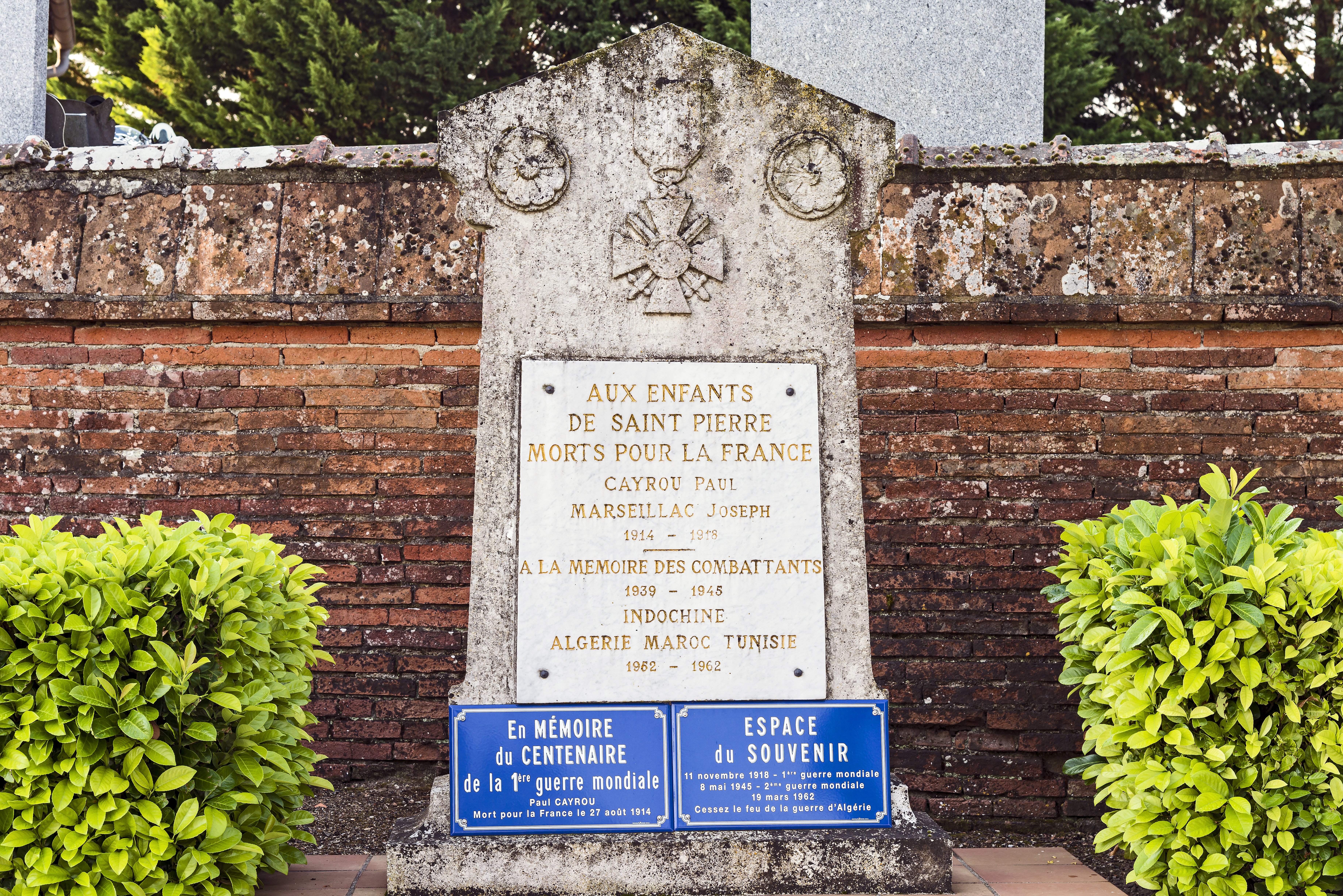
Gefallenendenkmal

- Kirche Saint-Martin
- Gefallenendenkmal